# NGC 2688
NGC 2688 (również PGC 25048) – galaktyka spiralna (Sb), znajdująca się w gwiazdozbiorze Wielkiej Niedźwiedzicy. Odkrył ją 11 marca 1858 roku R.J. Mitchell – asystent Williama Parsonsa.